# كارولي بوتمكين
كارولي بوتمكين (بالمجرية: Potemkin Károly)‏ هو لاعب كرة قدم مجري في مركز الهجوم، ولد في 19 يونيو 1977 في بودابست في المجر. شارك مع منتخب المجر تحت 21 سنة لكرة القدم. أما مع النوادي، فقد لعب مع بي36 توشهافن وستريمور ونادي بكسكابا 1912 إلوره ونادي دوناويفاروش ونادي رونافيك ونادي فيرينتسفاروشي ونادي كيكسكيميت.

## وصلات خارجية
- كارولي بوتمكين على موقع قاعدة بيانات كرة القدم.إي يو (الإنجليزية)
- كارولي بوتمكين على موقع Soccerway.com (الإنجليزية)
- كارولي بوتمكين على موقع عالم كرة القدم.نت (الإنجليزية)